# Heinrich Rudolf Hertz
Heinrich Rudolf Hertz (Amburgo, 22 febbraio 1857 – Bonn, 1º gennaio 1894) è stato un fisico tedesco.
Per primo dimostrò sperimentalmente l'esistenza delle onde elettromagnetiche previste teoricamente da James Clerk Maxwell con un apparato di sua costruzione, il dipolo hertziano, in grado di emettere e ricevere onde radio. In suo onore, nel sistema internazionale la frequenza è misurata in hertz.

## Biografia
Hertz nacque ad Amburgo, in una famiglia di origini ebraiche convertitasi al cristianesimo.
Suo padre era consigliere della città e sua madre figlia di un medico. Durante la frequenza dell'università a Berlino mostrò un'attitudine per le scienze e le lingue, imparando l'arabo e il sanscrito. Studiò scienze e ingegneria nelle città tedesche di Dresda, Monaco di Baviera e Berlino. Fu anche studente di Gustav Robert Kirchhoff e Hermann von Helmholtz.
Laureatosi nel 1880 rimase un pupillo di Helmholtz fino al 1883 quando ottenne la posizione di lettore di fisica teorica all'università di Kiel. Nel 1885 ricevette la cattedra all'Università di Karlsruhe e nello stesso periodo compì la scoperta delle onde elettromagnetiche (per un certo tempo denominate: onde hertziane). In seguito a un primo esperimento eseguito da Michelson nel 1881 (anticipatore del più celebre esperimento di Michelson-Morley del 1887) che escludeva l'esistenza dell'etere, egli riformulò le equazioni di Maxwell per tenere conto della novità.
Con un esperimento egli dimostrò che dei segnali elettrici potevano essere inviati attraverso l'aria, come già predetto da James Clerk Maxwell e Michael Faraday e pose le basi per l'invenzione della radio. Egli scoprì inoltre l'effetto fotoelettrico (la cui spiegazione teorica fu successivamente elaborata da Albert Einstein e per la quale ricevette il suo premio Nobel) osservando che oggetti elettricamente carichi perdevano la carica se esposti alla luce ultravioletta.
Morì per granulomatosi di Wegener all'età di trentasei anni a Bonn, in Germania. Era lo zio di Gustav Ludwig Hertz vincitore del premio Nobel per la fisica nel 1925. Il figlio di quest'ultimo, Carl Hellmuth Hertz, fu uno dei padri dell'ecografia medica.

## Opere

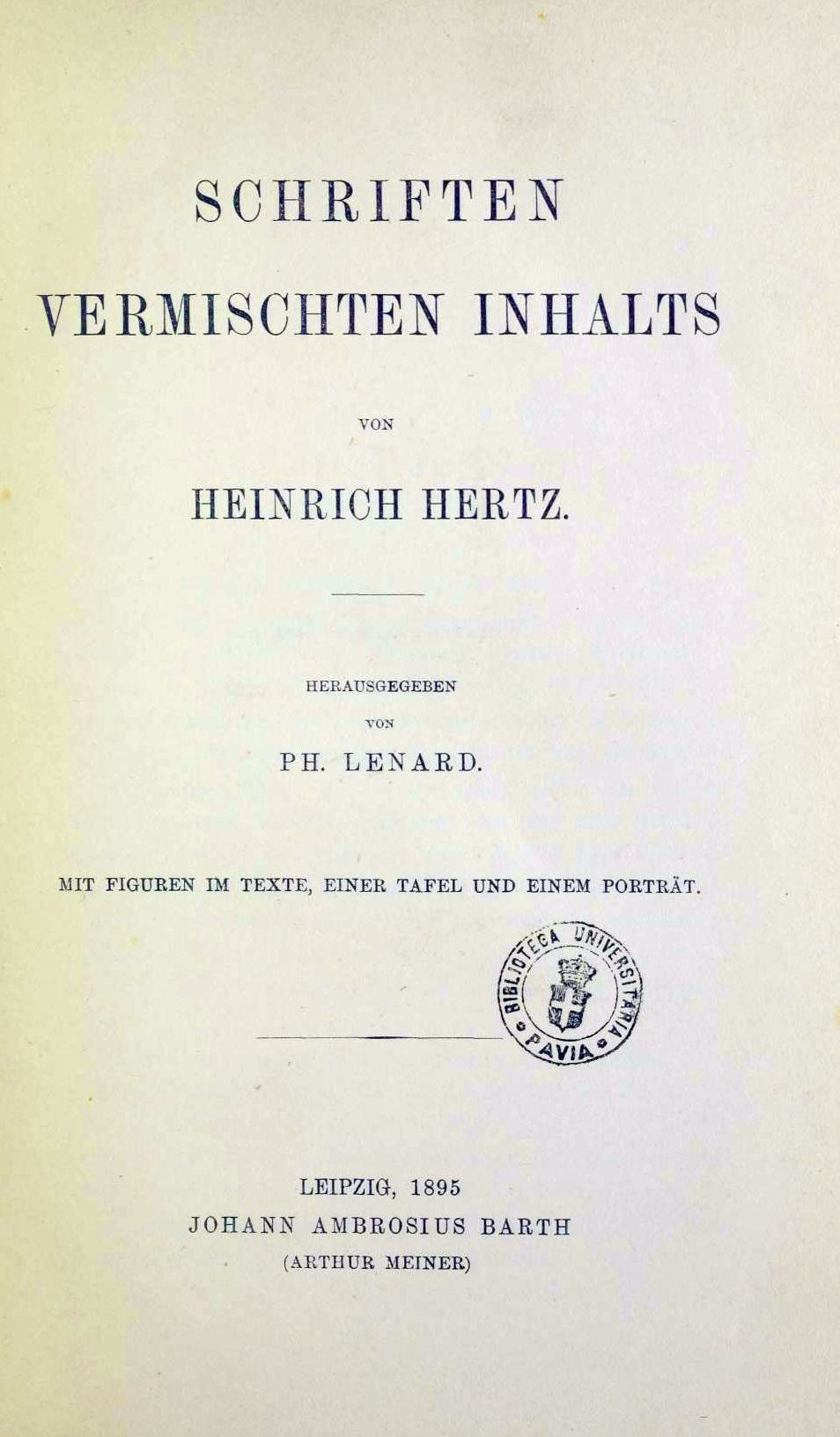
Schriften vermischten Inhalts, 1895

- Untersuchungen über die Ausbreitung der elektrische Kraft, Berlino 1892
- (DE) Die Prinzipien der Mechanik in neuem Zusammenhange dargestellt, Leipzig, Johann Ambrosius Barth, 1894.     (Edizione italiana a cura di G. Gottardi, I principi della meccanica presentata in connessione nuova, La Goliardica Pavese, Pavia 1995)
- (DE) Schriften vermischten Inhalts, Leipzig, Johann Ambrosius Barth, 1895.